# Jacob Aall
Jacob Aall (* 27. Juli 1773 in Porsgrunn; † 4. August 1844 in Arendal) war ein norwegischer Politiker, Staatsökonom und Historiker. Bekanntheit erlangte er als Mitglied der verfassunggebenden norwegischen Nationalversammlung 1814 in Eidsvoll.

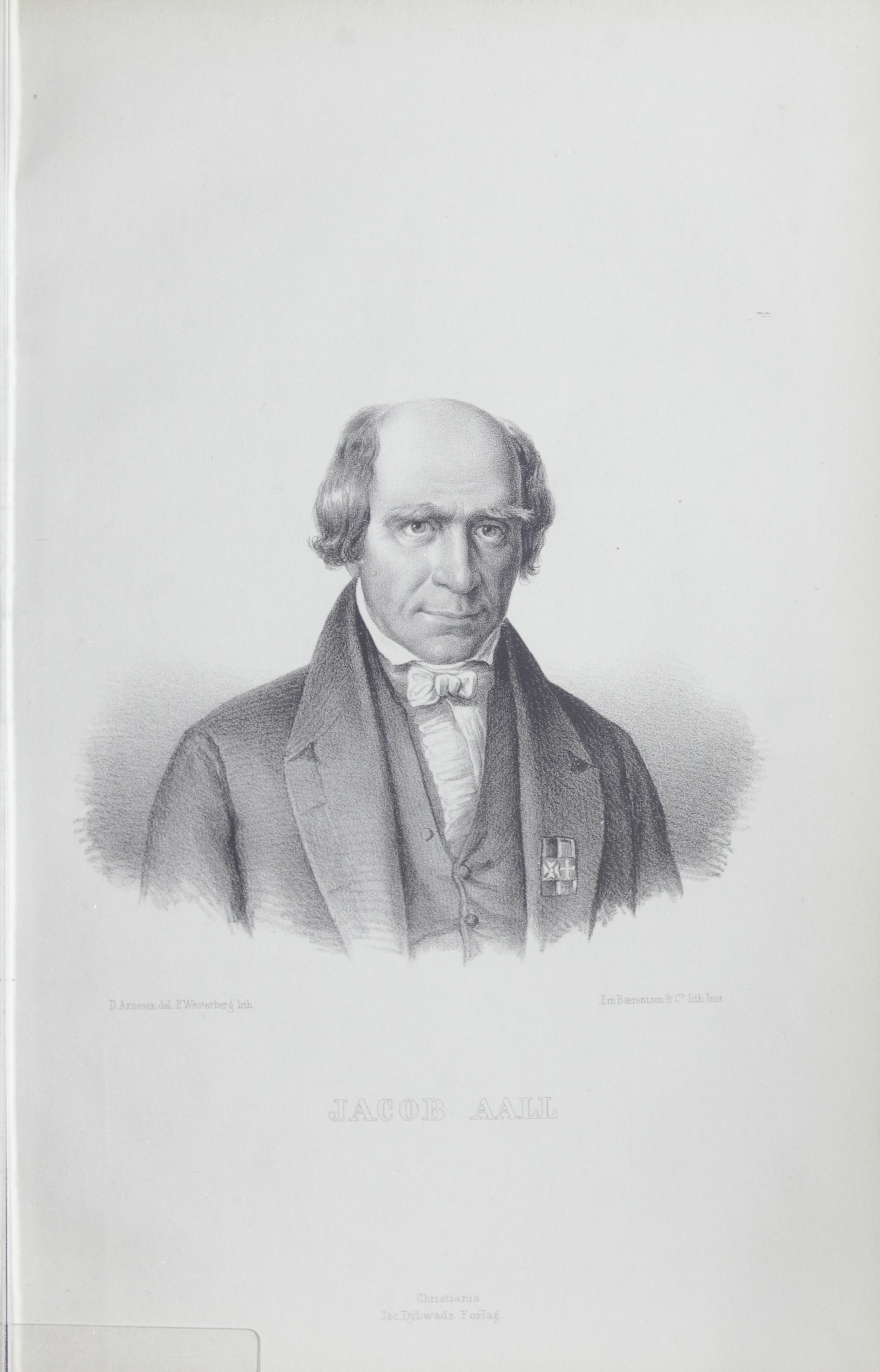
Jacob Aall

## Leben
Jacob Aall war ein Sohn von Nicolai Benjamin Aall (1739–98), dem ganz Ulefoss und dort auch ein Eisenwerk gehörte und der Holzhändler in Porsgrunn war, und dessen Frau Amborg Jørgensdatter Wesseltoft (1741–1815). Er ging ab 1791 auf die renommierte Nyborg skole auf Fünen in Dänemark. Aall studierte zunächst Theologie an der Universität Kopenhagen, wo er 1795 sein Pfarrer-Examen mit Auszeichnung ablegte. 1797 besuchte er die  naturwissenschaftlichen Fakultäten der Universitäten und Akademien in Leipzig, Kiel und Göttingen. In Leipzig schloss er Freundschaft mit dem damals berühmten Geologen Abraham Gottlob Werner. Er verbrachte den Winter 1797/98 an der renommierten Bergakademie, der heutigen Technischen Universität in Freiberg. Er heiratete am 6. Dezember 1799 in der Heilig-Geist-Kirche in Kopenhagen Lovise Andrea Stephansen (* 30. Oktober 1779; † 30. Mai 1825), Tochter des Justizrats Lauritz Nyeland Stephansen und der Anna Sejersløv. Ab 1799 übernahm er das Eisenwerk seines Vaters in Nedenes, das heute zu Arendal gehört, und kaufte für 170.000 Thaler Dänisch Courant das Næs-Eisenwerk in Holt zwischen Tvedestrand und Arendal. Er machte beide Eisenwerke mit großer Umsicht zu Musterbetrieben. Er trug während der Notzeiten der napoleonischen Kriege entscheidend zur Grundversorgung der Bevölkerung bei, was zu hoher Verschuldung führte, weil er Korn an die notleidende Bevölkerung billiger verkaufte, als er es auf Kredit eingekauft hatte.

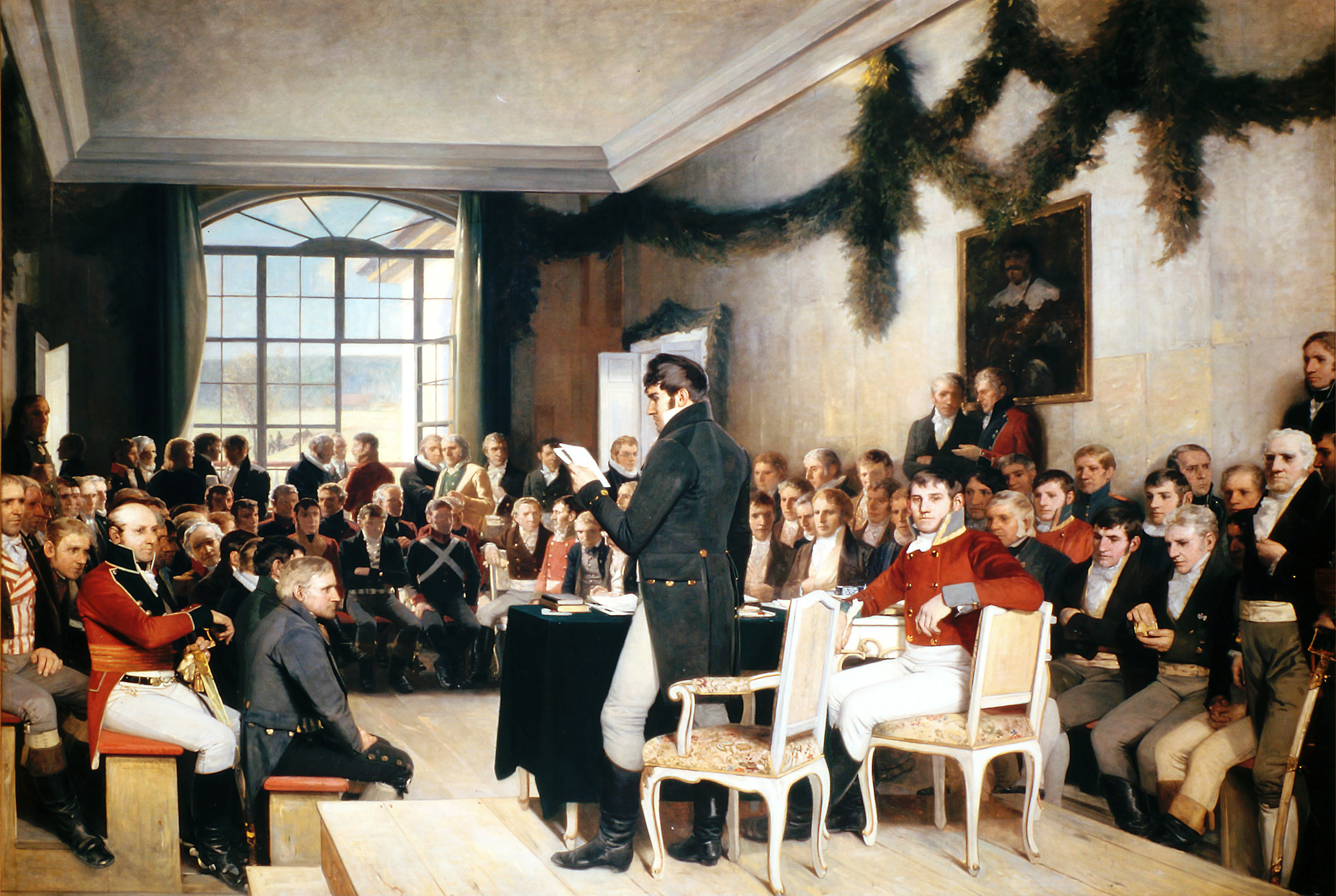
Reichsversammlung in Eidsvoll, Gemälde von Oscar Wergeland, 1885

## Politische Karriere
Die norwegische Regierungskommission unter der Leitung von Prinz Christian August hatte unklare Vollmachten und erhielt kaum Hilfe von der Regierung in Kopenhagen. Dies wurde von Aall heftig kritisiert, und er sah auch, dass Norwegen unter der dänischen Kriegsbeteiligung auf Grund der Seeblockade zu leiden hatte. In dieser Einschätzung traf er sich mit Graf Herman Wedel-Jarlsberg, in dessen Hände die Kommission die Lebensmittelversorgung Norwegens gelegt hatte. Graf Wedel weihte ihn 1809 in seine Überlegungen ein, Norwegen von Dänemark zu lösen und mit Schweden zu verbinden. Obgleich Aall die Kommission aufgefordert hatte, Frieden mit England zu schließen, verweigerte er doch den weitergehenden Plänen Graf Wedels die Gefolgschaft. Sowohl seine Ausbildung in Dänemark als auch seine Handelsverbindungen dorthin und die überkommene Ablehnung gegen Schweden ließen einen Bruch mit Dänemark für ihn nicht zu. Er betrachtete Dänemark als sein "Zweites Vaterland".
Er wurde Mitglied der 1814 in Eidsvoll tagenden Nationalversammlung. Seine Rolle dort scheint umstritten. Thyness meint, er habe dort keine große Rolle gespielt, da es ihm an der Fähigkeit zu freier Rede vor vielen Menschen fehlte. Nielsen und Mardal schreiben ihm größeren Einfluss zu. Jørgensen hebt sogar hervor, dass er einen eigenen Verfassungsentwurf eingebracht habe. Außerdem wurde er von den persönlichen Angriffen gegen die Gegner der Selbständigkeits-Partei auch selbst hart betroffen.
Wegen seiner bleibenden Bedenken gegen die Selbständigkeit Norwegens wurde er nicht in das außerordentliche Storting vom Herbst 1814 gewählt. Nachdem die Union mit Schweden beschlossen war, lehnte er das Angebot Graf Wedels, Mitglied der Regierung zu werden, ab. Auch lehnte er es ab, Kommissar in der Kommission zur finanziellen Auseinandersetzung mit Dänemark zu werden. Erst 1815 ließ er sich bewegen, Mitglied des Stortings zu werden. Er blieb Mitglied bis 1830 mit Ausnahme von 1818 und 1824. Im Storting brachte er großen persönlichen Einsatz in verschiedenen Komitees ein. In ökonomischen Fragen war er Liberaler und versuchte immer, zwischen gegensätzlichen Standpunkten zu vermitteln. Er setzte mit seiner profunden Kenntnis über Land- und Forstwirtschaft, Industrie, Bergbau und Ökonomie viele Neuerungen durch. Er wirkte auch 1816 bei der Aufhebung der sogenannten „Eidsvoll-Garantie“ von 1814 entscheidend mit, nach welcher die Staatsschuldbriefe zu einem Kurs von 375 % garantiert wurden, obgleich der Währungsverfall bereits den Kurs auf 500 % gehoben hatte. Ihm ist auch die Wiederaufnahme der Silberproduktion in Kongsberg und der Fund eines neuen großen Vorkommens 1831 zu verdanken, was zur Sanierung des Haushalts beitrug. Er war auch ein großer Mäzen, der manchen Schriftsteller unterstützte.
Es gelang ihm trotz des Wegfalls des zollfreien Zugangs zum dänischen Markt seine durch seine Wohltätigkeit verschuldeten Eisenfabriken wieder auf gesunde wirtschaftliche Basis zu stellen.

## Wissenschaft
Der Tod seiner Frau und seine angeschlagene Gesundheit führten dazu, dass er sich ab 1830 aus der Politik zurückzog. Stattdessen konzentrierte er sich auf seine literarischen und wissenschaftlichen Interessen. In der Zeitschrift Nutid og Fortid verfasste er mehrere Artikel über ökonomische Probleme, inspiriert von Adam Smith, aber angereichert mit eigenen Erfahrungen. Er hatte schon früh aus Interesse an der alten Geschichte das Norrøn gelernt und veröffentlichte in der von ihm mitbegründeten Zeitschrift Saga eine Reihe Übersetzungen der isländischen Saga-Literatur. Snorri Sturlusons Königssagas gab er auf eigene Kosten heraus. Sie bekamen in der nationalen Erhebung in den 1840er Jahren große Bedeutung. Seine 1844/45 publizierten Reminiszenzen sind eine Fundgrube für die vergleichende Geschichte der skandinavischen Halbinsel.

## Ehrungen
Aall war Mitglied der Kongelige Norske Videnskabers Selskab in Trondheim (seit 1822), der Königlich Dänischen Akademie der Wissenschaften und des Samfundet til utgivelse af handlingar rörande Skandinaviens historia (Verein zur Herausgabe von Abhandlungen über skandinavische Geschichte). Er war Inhaber der Borgerdådsmedalje (Medaille für ziviles Engagement) (1821), Kommandeur des schwedischen Wasaordens und Ritter des Dannebrog-Ordens und des schwedischen Nordstjärneordens.

## Werke
- Fædrelandske Ideer, Kristiansand 1809
- Om Kornmangelen i Norge, med Hensyn paa Misvæxten 1812, Kristiansand 1813
- Erindringer som Bidrag til Norges Historie fra 1800-1815. Cappelen, Christiania 1844

1. Første tidsrum fra 1800-1807.
2. Andet tidsrum fra 1809-1814.
3. Tredie tidsrum 1814-1815.

- Zweite Ausgabe in einem Band 1859.